# Oak Creek (Wisconsin)
Oak Creek é uma cidade localizada no estado norte-americano do Wisconsin, no Condado de Milwaukee.

## Demografia
Segundo o censo norte-americano de 2000, a sua população era de 28.456 habitantes.
Em 2006, foi estimada uma população de 32.341, um aumento de 3885 (13.7%).

## Geografia
De acordo com o United States Census Bureau tem uma área de 74,1 km², dos quais 74,1 km² cobertos por terra e 0,0 km² cobertos por água.

## Localidades na vizinhança
O diagrama seguinte representa as localidades num raio de 12 km ao redor de Oak Creek.